# 한글 낱자

유니코드의 한글 자모 문자뚜ퟍ

한글 낱자 또는 자모(子母, 字母)는 한글의 닿소리 글자와 홀소리 글자를 같이 이르는 말이다.
훈민정음이 지어졌을 때에는 모두 28자와 중국의 잇소리를 쓰기 위한 글자 10개가 있었다. 1527년에 쓰인 훈몽자회에서는 ㆆ(여린히읗)이 빠지고, 1933년 한글 맞춤법 통일안에서는 ㆁ(옛이응), ㅿ(반치음), ㆍ(아래아)가 빠졌다. 지금은 다음 24자가 쓰인다.
ㄱ, ㄴ, ㄷ, ㄹ, ㅁ, ㅂ, ㅅ, ㅇ, ㅈ, ㅊ, ㅋ, ㅌ, ㅍ, ㅎ
ㅏ, ㅑ, ㅓ, ㅕ, ㅗ, ㅛ, ㅜ, ㅠ, ㅡ, ㅣ
일반적으로 한 낱자는 한 소리를 나타내고, 두 낱자를 합쳐서(겹낱자) 다른 소리를 나타낸다. 단, 음성학적으로는 거센소리 ㅊ, ㅋ, ㅌ, ㅍ은 각각 ㅈ, ㄱ, ㄷ, ㅂ과 ㅎ이 합쳐진 겹닿소리이며, ㅑ, ㅕ, ㅛ, ㅠ는 [j]로 시작하는 이중 모음이다.

## 한글 겹낱자
한글 겹낱자는 같은 종류의 한글 낱자 둘 이상이 합쳐져서 만들어진 낱자를 이른다.
현대 한글에 남아 있는 한글 겹낱자는 각각 다음과 같다.
- 첫소리: ㄲ, ㄸ, ㅃ, ㅆ, ㅉ
- 가운뎃소리: ㅐ, ㅔ, ㅘ, ㅙ, ㅚ, ㅝ, ㅞ, ㅟ, ㅢ, ㅒ, ㅖ
- 끝소리: ㄲ, ㄳ, ㄵ, ㄶ, ㄺ, ㄻ, ㄼ, ㄽ, ㄾ, ㄿ, ㅀ, ㅄ, ㅆ

과거에는 쓰였으나 현대 한글에는 포함되지 않은 낱자들도 많다(ㆉ, ㆎ, ㆋ, ᅟᆛ, ᅟᆜ, ᅟᆚ, ᅟᆣ 등).

### 조합 원리
한글 겹낱자는 그 조합 원리에 따라서 몇 가지로 나눌 수 있다.
- 합용 병서(合用竝書): 다른 낱자를 가로로 조합한 것(예: ㄳ, ㄶ, ㄻ 등)
- 각자 병서(各自竝書): 같은 낱자를 가로로 조합한 것(예: ㄲ, ㄸ, ㅃ, ㅆ, ㅉ). 쌍자음이라고 부르기도 한다.
- 연서(連書): 낱자들을 위아래로 조합한 것(예: ㅱ, ㅸ 등)

## 낱자의 차례
오늘날의 낱자 순서는 한글 맞춤법 통일안을 바탕으로 하고 있다는 점에서 대한민국과 조선민주주의인민공화국(북한)이 같지만, 세부적인 점에서 서로 다르다.
대한민국에서는 글자의 모양에 따라서 그 순서를 정하는데, ㄱ 바로 다음에 ㄲ이 오고, ㅏ 다음에 ㅐ가 오는 식이다. 과거에는 글자의 순서를 가-까-각-깍-… 식으로 했는데, 지금은 가-각-…-깋-까-깍-… 식으로 바뀌었다. 현재 한국어 사전에는 다음과 같은 식으로 실려 있다.
- 초성: ㄱ, ㄲ, ㄴ, ㄷ, ㄸ, ㄹ, ㅁ, ㅂ, ㅃ, ㅅ, ㅆ, ㅇ, ㅈ, ㅉ, ㅊ, ㅋ, ㅌ, ㅍ, ㅎ
- 중성: ㅏ, ㅐ, ㅑ, ㅒ, ㅓ, ㅔ, ㅕ, ㅖ, ㅗ, ㅘ, ㅙ, ㅚ, ㅛ, ㅜ, ㅝ, ㅞ, ㅟ, ㅠ, ㅡ, ㅢ, ㅣ
- 종성: (없음), ㄱ, ㄲ, ㄳ, ㄴ, ㄵ, ㄶ, ㄷ, ㄹ, ㄺ, ㄻ, ㄼ, ㄽ, ㄾ, ㄿ, ㅀ, ㅁ, ㅂ, ㅄ, ㅅ, ㅆ, ㅇ, ㅈ, ㅊ, ㅋ, ㅌ, ㅍ, ㅎ

북한에서는 겹낱자를 항상 모든 홑낱자 뒤에 두고 있다. 북한 사전에는 ㅇ으로 시작하는 낱말 페이지가 따로 없는데, ㅇ으로 시작하는 낱말은 닿소리가 아닌 홀소리로 시작하는 것으로 여기기 때문에 닿소리로 시작하는 낱말이 끝나고 난 다음에 홀소리로 실려 있다. 현재 조선어사전에는 다음과 같이 실려 있다.
- 초성: ㄱ, ㄴ, ㄷ, ㄹ, ㅁ, ㅂ, ㅅ, ㅈ, ㅊ, ㅋ, ㅌ, ㅍ, ㅎ, ㄲ, ㄸ, ㅃ, ㅆ, ㅉ, ㅇ
- 중성: ㅏ, ㅑ, ㅓ, ㅕ, ㅗ, ㅛ, ㅜ, ㅠ, ㅡ, ㅣ, ㅐ, ㅒ, ㅔ, ㅖ, ㅚ, ㅟ, ㅢ, ㅘ, ㅝ, ㅙ, ㅞ
- 종성: (없음), ㄱ, ㄳ, ㄴ, ㄵ, ㄶ, ㄷ, ㄹ, ㄺ, ㄻ, ㄼ, ㄽ, ㄾ, ㄿ, ㅀ, ㅁ, ㅂ, ㅄ, ㅅ, ㅇ, ㅈ, ㅊ, ㅋ, ㅌ, ㅍ, ㅎ, ㄲ, ㅆ

2007년 남북이 같이 만드는 겨레말큰사전에서 쓰기로 합의된 낱자 순서는 다음과 같다.
- 초성: ㄱ, ㄴ, ㄷ, ㄹ, ㅁ, ㅂ, ㅅ, ㅇ, ㅈ, ㅊ, ㅋ, ㅌ, ㅍ, ㅎ, ㄲ, ㄸ, ㅃ, ㅆ, ㅉ
- 중성: ㅏ, ㅑ, ㅓ, ㅕ, ㅗ, ㅛ, ㅜ, ㅠ, ㅡ, ㅣ, ㅐ, ㅒ, ㅔ, ㅖ, ㅘ, ㅚ, ㅙ, ㅝ, ㅟ, ㅞ, ㅢ
- 종성: (없음), ㄱ, ㄴ, ㄷ, ㄹ, ㅁ, ㅂ, ㅅ, ㅇ, ㅈ, ㅊ, ㅋ, ㅌ, ㅍ, ㅎ, ㄲ, ㄳ, ㄵ, ㄶ, ㄺ, ㄻ, ㄼ, ㄽ, ㄾ, ㄿ, ㅀ, ㅄ, ㅆ

대한민국 산업 표준 KS X 1026-1에 정의된 옛한글 낱자들까지 포함된 순서는 다음과 같다.
- 초성: ᄀ, ᄁ, ᅚ, ᄂ, ᄓ, ᄔ, ᄕ, ᄖ, ᅛ, ᅜ, ᅝ, ᄃ, ᄗ, ᄄ, ᅞ, ꥠ, ꥡ, ꥢ, ꥣ, ᄅ, ꥤ, ꥥ, ᄘ, ꥦ, ꥧ, ᄙ, ꥨ, ꥩ, ꥪ, ꥫ, ꥬ, ꥭ, ꥮ, ᄚ, ᄛ, ᄆ, ꥯ, ꥰ, ᄜ, ꥱ, ᄝ, ᄇ, ᄞ, ᄟ, ᄠ, ᄈ, ᄡ, ᄢ, ᄣ, ᄤ, ᄥ, ᄦ, ꥲ, ᄧ, ᄨ, ꥳ, ᄩ, ᄪ, ꥴ, ᄫ, ᄬ, ᄉ, ᄭ, ᄮ, ᄯ, ᄰ, ᄱ, ᄲ, ᄳ, ᄊ, ꥵ, ᄴ, ᄵ, ᄶ, ᄷ, ᄸ, ᄹ, ᄺ, ᄻ, ᄼ, ᄽ, ᄾ, ᄿ, ᅀ, ᄋ, ᅁ, ᅂ, ꥶ, ᅃ, ᅄ, ᅅ, ᅆ, ᅇ, ᅈ, ᅉ, ᅊ, ᅋ, ꥷ, ᅌ, ᄌ, ᅍ, ᄍ, ꥸ, ᅎ, ᅏ, ᅐ, ᅑ, ᄎ, ᅒ, ᅓ, ᅔ, ᅕ, ᄏ, ᄐ, ꥹ, ᄑ, ᅖ, ꥺ, ᅗ, ᄒ, ꥻ, ᅘ, ᅙ, ꥼ, (채움; U+115F)
- 중성: (채움; U+1160), ᅡ, ᅶ, ᅷ, ᆣ, ᅢ, ᅣ, ᅸ, ᅹ, ᆤ, ᅤ, ᅥ, ᅺ, ᅻ, ᅼ, ᅦ, ᅧ, ᆥ, ᅽ, ᅾ, ᅨ, ᅩ, ᅪ, ᅫ, ᆦ, ᆧ, ᅿ, ᆀ, ힰ, ᆁ, ᆂ, ힱ, ᆃ, ᅬ, ᅭ, ힲ, ힳ, ᆄ, ᆅ, ힴ, ᆆ, ᆇ, ᆈ, ᅮ, ᆉ, ᆊ, ᅯ, ᆋ, ᅰ, ힵ, ᆌ, ᆍ, ᅱ, ힶ, ᅲ, ᆎ, ힷ, ᆏ, ᆐ, ᆑ, ᆒ, ힸ, ᆓ, ᆔ, ᅳ, ힹ, ힺ, ힻ, ힼ, ᆕ, ᆖ, ᅴ, ᆗ, ᅵ, ᆘ, ᆙ, ힽ, ힾ, ힿ, ퟀ, ᆚ, ퟁ, ퟂ, ᆛ, ퟃ, ᆜ, ퟄ, ᆝ, ᆞ, ퟅ, ᆟ, ퟆ, ᆠ, ᆡ, ᆢ
- 종성: (없음), ᆨ, ᆩ, ᇺ, ᇃ, ᇻ, ᆪ, ᇄ, ᇼ, ᇽ, ᇾ, ᆫ, ᇅ, ᇿ, ᇆ, ퟋ, ᇇ, ᇈ, ᆬ, ퟌ, ᇉ, ᆭ, ᆮ, ᇊ, ퟍ, ퟎ, ᇋ, ퟏ, ퟐ, ퟑ, ퟒ, ퟓ, ퟔ, ᆯ, ᆰ, ퟕ, ᇌ, ퟖ, ᇍ, ᇎ, ᇏ, ᇐ, ퟗ, ᆱ, ᇑ, ᇒ, ퟘ, ᆲ, ퟙ, ᇓ, ퟚ, ᇔ, ᇕ, ᆳ, ᇖ, ᇗ, ퟛ, ᇘ, ᆴ, ᆵ, ᆶ, ᇙ, ퟜ, ퟝ, ᆷ, ᇚ, ퟞ, ퟟ, ᇛ, ퟠ, ᇜ, ퟡ, ᇝ, ᇞ, ᇟ, ퟢ, ᇠ, ᇡ, ᇢ, ᆸ, ퟣ, ᇣ, ퟤ, ퟥ, ퟦ, ᆹ, ퟧ, ퟨ, ퟩ, ᇤ, ᇥ, ᇦ, ᆺ, ᇧ, ᇨ, ᇩ, ퟪ, ᇪ, ퟫ, ᆻ, ퟬ, ퟭ, ퟮ, ퟯ, ퟰ, ퟱ, ퟲ, ᇫ, ퟳ, ퟴ, ᆼ, ᇰ, ᇬ, ᇭ, ퟵ, ᇱ, ᇲ, ᇮ, ᇯ, ퟶ, ᆽ, ퟷ, ퟸ, ퟹ, ᆾ, ᆿ, ᇀ, ᇁ, ᇳ, ퟺ, ퟻ, ᇴ, ᇂ, ᇵ, ᇶ, ᇷ, ᇸ, ᇹ

KS X 1026-1에 정의된 한글 자음 정렬 순서
KS X 1026-1에 정의된 한글 모음 정렬 순서

옛한글을 실을 때에 ㅿ은 ㅅ 다음에, ㆁ은 ㅇ 다음에, ㆆ은 ㅎ 다음에 위치한다. ㆍ는 대한민국에서는 ㅣ 다음에, 북한에서는 ㅏ 다음에 위치한다.

### 역사적 순서
훈민정음(1446)에서는 닿소리의 순서를 종류에 따라 정했다.
- ㄱ, ㅋ, ㆁ, ㄷ, ㅌ, ㄴ, ㅂ, ㅍ, ㅁ, ㅈ, ㅊ, ㅅ, ㆆ, ㅎ, ㅇ, ㄹ, ㅿ
- ㆍ, ㅡ, ㅣ, ㅗ, ㅏ, ㅜ, ㅓ, ㅛ, ㅑ, ㅠ, ㅕ, ㅖ, ㅒ

훈몽자회(1527)에서는 받침에 올 수 있는 주요 여덟 닿소리를 처음에 놓은 다음 나머지를 여덟 낱자에서 파생한 순서로 배열했다. 예를 들어 ㅋ은 ㄱ에서 왔으므로 ㄷ에서 온 ㅌ보다 앞에 놓이는 식이다.
- ㄱ, ㄴ, ㄷ, ㄹ, ㅁ, ㅂ, ㅅ, ㆁ, ㅋ, ㅌ, ㅍ, ㅈ, ㅊ, ㅿ, ㅇ, ㅎ
- ㅏ, ㅑ, ㅓ, ㅕ, ㅗ, ㅛ, ㅜ, ㅠ, ㅡ, ㅣ, ㆍ

삼운성휘(홍계희, 1751)의 낱자 순서는 다음과 같았다.
- ㄱ, ㄴ, ㄷ, ㄹ, ㅁ, ㅂ, ㅅ, ㆁ, ㅈ, ㅊ, ㅌ, ㅋ, ㅍ, ㅎ
- ㅏ, ㅑ, ㅓ, ㅕ, ㅗ, ㅛ, ㅜ, ㅠ, ㅡ, ㅣ, ㆍ

국문연구의정안(국문 연구소, 1907)의 낱자 순서는 다음과 같았다.
- ㆁ, ㄱ, ㄴ, ㄷ, ㄹ, ㅁ, ㅂ, ㅅ, ㅈ, ㅊ, ㅌ, ㅋ, ㅍ, ㅎ
- ㅏ, ㅑ, ㅓ, ㅕ, ㅗ, ㅛ, ㅜ, ㅠ, ㅡ, ㅣ, ㆍ

한글 맞춤법 통일안(1933)의 낱자 순서는 다음과 같았다.
- ㄱ, ㄴ, ㄷ, ㄹ, ㅁ, ㅂ, ㅅ, ㅇ, ㅈ, ㅊ, ㅌ, ㅋ, ㅍ, ㅎ
- ㅏ, ㅑ, ㅓ, ㅕ, ㅗ, ㅛ, ㅜ, ㅠ, ㅡ, ㅣ

## 자모 수
- 유니코드의 옛한글 자모 수 (현대 한글 자모 포함): 355자
  - 초성 124자
  - 중성 94자
  - 종성 137자
- 유니코드 옛한글 자모들의 조합으로 구현 가능한 총 한글 음절 수: 1638750자
  - 초성 124자 + 채움 1
  - 중성 94자 + 채움 1
  - 종성 137자 + 종성 없는 경우 1

## 같이 보기
- 한글 낱자 목록
- 확장 한글 자모